# ブラジリアン柔術選手一覧
ブラジリアン柔術選手一覧は、ブラジリアン柔術で活躍している、もしくは既に高い成績を残した競技者の一覧である。あくまで競技者のみにスポットを当てた一覧なのでブラジリアン柔術の専門家はブラジリアン柔術家一覧を参照。五十音表記である。

## あ
- 青木真也（あおき しんや）
- アドリアーノ・マルチンス
- アレッシャンドリ・カカレコ
- アレッシャンドリ・ソッカ
- アンドレ・ガウヴァオン
- アンドレ・ペデネイラス
- アントニオ・ブラガ・ネト
- アントニオ・ホジェリオ・ノゲイラ
- アントニオ・ホドリゴ・ノゲイラ
- 生田誠（いくた まこと）
- 入來晃久（いりき あきひさ）
- 岩間朝美（いわま ともみ） - リングネームTAISHO
- 植松直哉（うえまつ なおや）
- 梅村寛（うめむら ひろし）
- V一（ヴィーはじめ）
- エディ・ブラボー
- 大賀幹夫（おおが みきお）
- オズワルド・アウベス
- 小沼一平（おぬま いっぺい）
- 小野瀬龍也（おのせ たつや）

## か
- カーウソン・グレイシー
- カーウソン・グレイシーJr.
- カーロス・グレイシーJr.
- カーロス・ニュートン
- ガスタオン・グレイシー
- ガスタオン・グレイシーJr.
- 片岡誠人（かたおか まさと）
- 鏑木利行（かぶらぎ としゆき）
- ガブリエル・ゴンザーガ
- ガブリエル・ヴェラ
- 姜宗憲 （かん そうけん）
- キーラ・グレイシー
- 北出拓也（きたで　たくや）
- 草柳和宏（くさやなぎ かずひろ）
- クシシュトフ・ソシンスキー
- クラウスレイ・グレイシー
- クリスチアーノ上西（クリスチアーノ かみにし）
- クリスチアーノ・ラザリニ
- クリスチャーノ・マルセロ
- クレイ・グイダ
- クレベル・コイケ
- クロン・グレイシー
- 桑原幸一（くわはら こういち）
- 高谷聡（こうたに さとし）
- 小室宏二（こむろ こうじ）

## さ
- サウロ・ヒベイロ
- 佐々幸範（ささ ゆきのり）
- 佐藤愛香（さとう あいか）
- 佐藤稔之（さとう としゆき）
- 塩田“GoZo”歩（しおだ あゆむ）
- 塩田さやか（しおだ さやか）
- 宍戸勇（ししど いさむ）
- 芝本幸司（しばもと こうじ）
- シャンジ・ヒベイロ
- ジャン・ジャック・マチャド
- ジョゼ・アルド
- ジョニー・フラシェ
- ジョルジ・グージェウ
- ジョン・ホーキ
- 杉江“アマゾン”大輔（すぎえ だいすけ）
- セルジオ・モラエス
- セルソ・ヴィニシウス

## た
- ターレス・レイチ
- ダニエル・モラエス
- チアゴ・アウベス
- 鶴屋浩（つるや ひろし）
- デウソン・ペジシュンボ
- デミアン・マイア
- 泊 憲史（とまり けんし）

## な
- 中井祐樹（なかい ゆうき）
- ニーノ・シェンブリ
- ニック・ディアス
- ネイサン・ディアス

## は
- ハイアン・グレイシー
- ハウフ・グレイシー古代
- パウロ・フィリォ
- ハクソン・グレイシー
- パブロ・ポポビッチ
- 早川光由（はやかわ みつよし）
- ハレク・グレイシー
- BJペン
- ヒーロン・グレイシー
- ヒカルド・アルメイダ
- ヒカルド・アローナ
- ヒカルド・デラヒーバ
- ヒカルド・ヴィエイラ
- ヒカルド・リボーリオ
- ヒクソン・グレイシー
- ビクトー・ベウフォート
- ビトー・シャオリン・ヒベイロ
- ヴィニシウス・"ドラクリーノ"・マガリャエス
- ヴィニシウス・"ヴィニー"・マガリャエス
- ビビアーノ・フェルナンデス
- ビル・クーパー
- 弘中邦佳（ひろなか くによし）
- ファブリシオ・ヴェウドゥム
- ファビオ・グージェウ
- ファビオ・ナシメント
- フーベンス・シャーレス
- フェルナンド・テレレ
- フェルナンド・ポンテス
- ブラウリオ・エスティマ
- ブルーノ・フラザト
- フレジソン・パイシャオン
- 藤井惠（ふじい めぐみ）
- ヘナー・グレイシー
- ヘナート・ヴェリッシモ
- ヘンゾ・グレイシー
- ホアン・カルネイロ
- ホイス・グレイシー
- ホイラー・グレイシー
- ホーウス・グレイシー
- ホーレス・グレイシー
- ホジャー・グレイシー
- ホドウフォ・ヴィエイラ
- ホドリゴ・グレイシー
- ホドリゴ・メディロス
- ホナウド・ジャカレイ
- ホブソン・モウラ
- ホベルト・サトシ・ソウザ
- ホベルト・トラヴェン
- ホベルト・マガリャエス
- ホムロ・バッハウ
- ホリオン・グレイシー
- 堀鉄平（ほり てっぺい）
- 本間祐輔（ほんま ゆうすけ）

## ま
- マーカス・アウレリオ
- マーシオ・クルーズ
- マーシオ・フェイトーザ
- マリオ・スペーヒー
- マリオ・ヘイス
- マルコ・ロウロ
- マルシオ・スタンボスキ
- マルセロ・ガッシア
- 光永房礼（みつなが のぶひろ）
- 茂木康子（もぎ やすこ）
- ムリーロ・ブスタマンチ

## や
- 八隅孝平（やすみ こうへい）
- 吉岡大（よしおか だい）
- 湯浅麗歌子（ゆあさ　りかこ）

## ら
- リコ・ロドリゲス
- レオナルド・ヴィエイラ
- レオナルド・サントス
- ロバート・ドリスデール

## わ
- 渡辺孝（わたなべ たかし）
- 渡辺直由